# Laxenecera argira
Laxenecera argira är en tvåvingeart som beskrevs av Tomasovic 2008. Laxenecera argira ingår i släktet Laxenecera och familjen rovflugor.
Artens utbredningsområde är Gabon. Inga underarter finns listade i Catalogue of Life.